# Diecezja Carcassonne i Narbonne
Diecezja Carcassonne i Narbonne (łac. Diœcesis Carcassonensis et Narbonensis) – diecezja Kościoła rzymskokatolickiego w południowej Francji. Została erygowana w 533 roku jako diecezja Carcassonne. W 1822 uzyskała obecne granice. Podczas reformy administracyjnej Kościoła francuskiego w 2002 została przeniesiona z metropolii Tuluzy do nowo powstałej metropolii Montpellier. W 2006 uzyskała obecną nazwę.

## Główne świątynie
- Katedra: Katedra św. Michała w Carcassonne
- Konkatedra: Bazylika konkatedralna świętych Justa i Pastora w Narbonie
- Bazyliki mniejsze:
  - Bazylika świętych Nazariusza i Celsusa w Carcassonne
  - Bazylika Matki Bożej w Limoux
  - Bazylika św. Pawła w Narbonie